# (110288) Libai
(110288) Libai est un astéroïde de la ceinture principale.

## Description
(110288) Libai est un astéroïde de la ceinture principale. Il fut découvert le 23 septembre 2001 à l'observatoire Desert Eagle par William Kwong Yu Yeung. Il présente une orbite caractérisée par un demi-grand axe de 2,38 UA, une excentricité de 0,21 et une inclinaison de 2,9° par rapport à l'écliptique.
Il est nommé d'après le poète chinois Li Bai.

## Compléments